# Tannenbärlapp
Der Tannenbärlapp (Huperzia selago (L.) Bernh. ex Schrank & Mart., Syn.: Lycopodium selago L.), auch Teufelsklaue oder Tannen-Teufelsklaue genannt, ist eine Pflanzenart aus der Gattung Huperzia innerhalb der Familie der Bärlappgewächse (Lycopodiaceae).

## Beschreibung

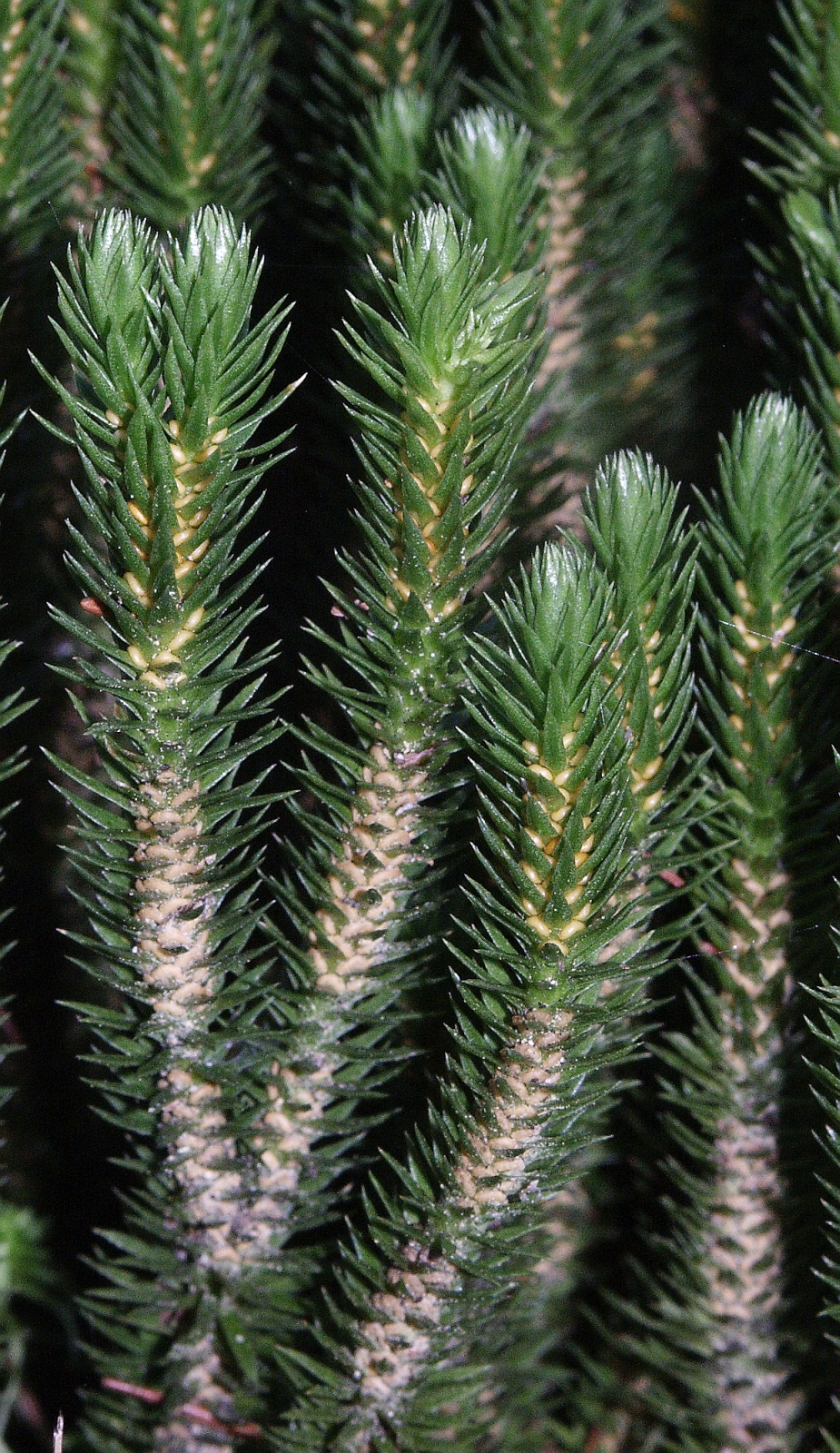
Habitus

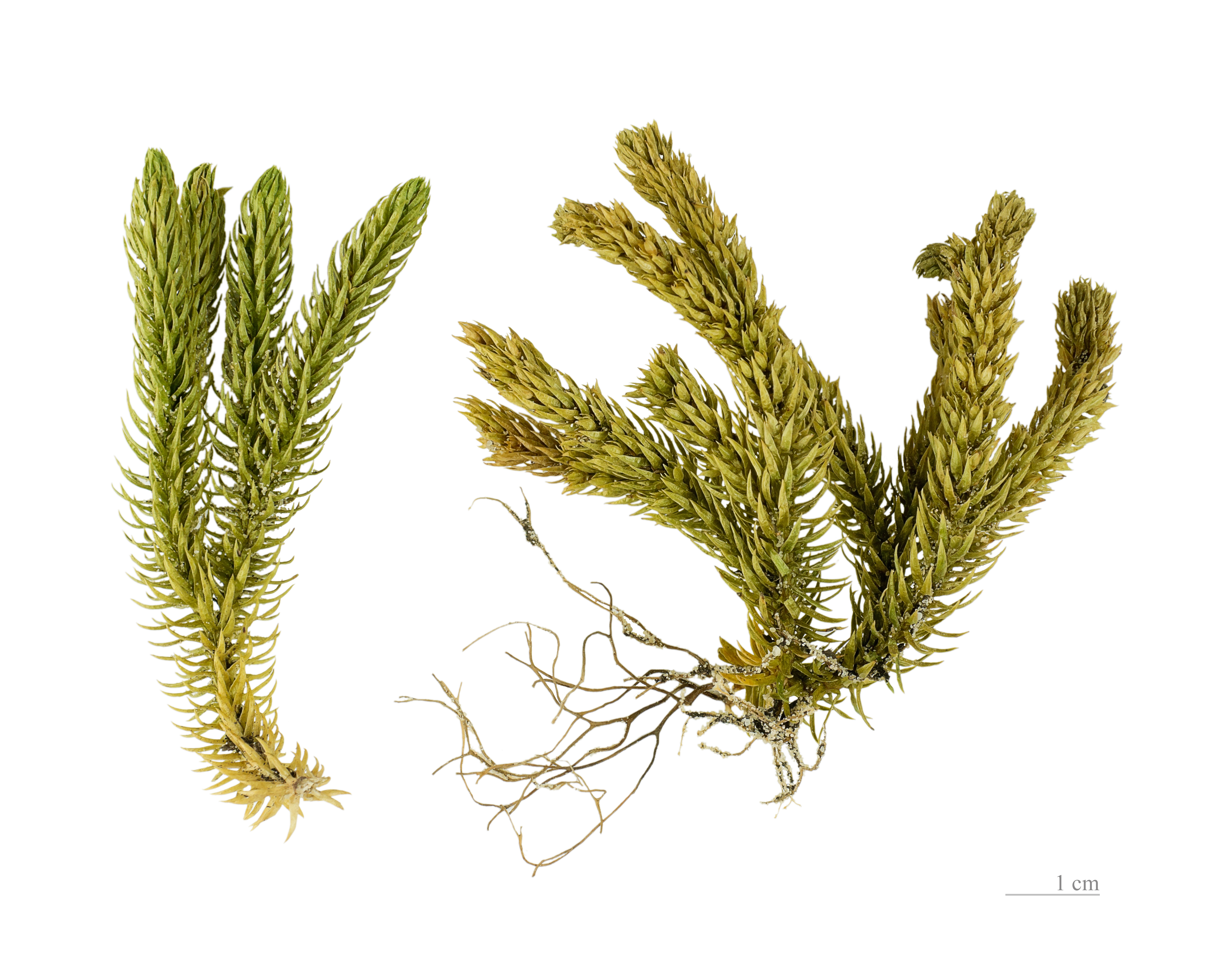
Illustration

Der Tannenbärlapp wächst als immergrüne, ausdauernde krautige Pflanze. Die aufgerichteten Sprossachsen sind 5 bis 30 Zentimeter lang und zwei- bis viermal gabelig verzweigt. Die Äste sind gleich lang und parallel; sie sind spiralig benadelt, wovon sich der Trivialname Tannenbärlapp ableitet. Die nadelförmigen Blätter sind bei einer Länge von 4 bis 19 Millimetern sowie einer Breite von 1 bis 2 Millimetern schmal-lanzettlich mit spitzem oberen Ende, ganzrandig oder undeutlich gezähnt und dunkel-grün. In den Achseln der oberen Blätter entstehen öfters Brutknospen (Bulbillen).
Die Sporangien sind nicht zu Sporenähren vereinigt, sondern stehen hier einzeln in den Achseln von Tragblättern in der Mitte der Jahrestriebe; die Triebe können trotzdem ungehindert weiterwachsen. Sie sind kurz gestielt, ockergelb, quer oval und etwas breiter als der Grund des Sporophylls. Die Sporenreifezeit dauert von Juni bis August.

### Chromosomensätze
Die Chromosomenzahl beträgt für Huperzia selago subsp. selago 2n = 264 oder ca. 272. Für die Unterart Huperzia selago subsp. arctica beträgt sie 2n = 90.

## Verwechslung mit anderen Arten
Der Tannenbärlapp kann mit Lycopodium-Arten verwechselt werden, die aber einen kriechenden Hauptspross besitzen.

## Ökologie
Der Tannenbärlapp ist ein immergrüner Chamaephyt. Er bildet eine arbuskuläre Endo-Mykorrhiza aus; der Vorkeim und junge Stadien der Sporenpflanze leben parasitisch auf dem Wurzelpilz (Mykoheterotrophie), der der Gattung Glomus angehört. Der Vorkeim, das Prothallium, parasitiert unterirdisch jahrelang auf den Pilzhyphen und wird erst nach 10 bis 12 Jahren geschlechtsreif. Es wird bis zu 20 Jahre alt.
Die Sporen werden als Körnchenflieger durch den Wind ausgebreitet, sie sind zu Tetraden vereinigt.
Vegetative Vermehrung erfolgt durch die reichlich an den Sprossenden gebildeten Brutknospen, die an Tieren anhaften bzw. bei Berührung bis 1 Meter weit abspringen können, sowie durch die Bildung von Tochtersprossen an älteren oder beschädigten Sprossen.

## Vorkommen
Der Tannenbärlapp ist zirkumpolar verbreitet. Er kommt in Europa, Asien (hier zerstreut), Nordamerika und auch in den tropischen Hochgebirgen und auf der Südhalbkugel in Südaustralien, Tasmanien und Neuseeland sowie auf den Falklandinseln und Tristan da Cunha vor. In Europa erstreckt sich sein Verbreitungsgebiet von Norwegen bis zu den Pyrenäen und Nordspanien, auf die Apennin- und die Balkan-Halbinsel, weiter nach Osten kommt er nur noch selten vor. Der Tannenbärlapp dringt im Norden in die Arktis vor, sogar bis zur Nordküste von Grönland und bis Spitzbergen. Er kommt in Europa in fast allen Ländern vor und fehlt nur in Portugal, Griechenland, im europäischen Teil der Türkei un in Moldau.
In Österreich kommt der Tannenbärlapp zerstreut vor außer in den Bundesländern Wien und Burgenland von der montanen bis subalpinen Höhenstufe. In Deutschland ist er durch die BArtSchV und durch die FFH-Richtlinie Anhang V der Europäischen Union geschützt.
Häufige Standorte des Tannenbärlapp sind mäßig frische bis trockene, magere, lichte Standorte in bodensauren Wäldern. In Mitteleuropa ist er vor allem in den Nadelwäldern der Gebirge besonders von 800 Meter Meereshöhe an, jedoch auch von der Tallage bis über die Waldgrenze verbreitet, aber nicht häufig. Der Tannenbärlapp ist pflanzensoziologisch in Mitteleuropa eine Charakterart der Ordnung Vaccinio-Piceetalia.
In den Alpen kommt er am Granitgipfel des Piz Julier bei einer Höhenlage von 3080 Meter vor. In den Allgäuer Alpen steigt er am Rauhhorn und am Vorderen Fürschießer in Bayern bis zu einer Höhenlage von 2200 Meter auf.
Die ökologischen Zeigerwerte nach Landolt et al. 2010 sind in der Schweiz: Feuchtezahl F = 3 (mäßig feucht), Lichtzahl L = 3 (halbschattig), Reaktionszahl R = 2 (sauer), Temperaturzahl T = 2 (subalpin), Nährstoffzahl N = 1 (sehr nährstoffarm), Kontinentalitätszahl K = 3 (rubozeanisch bis subkontinental).

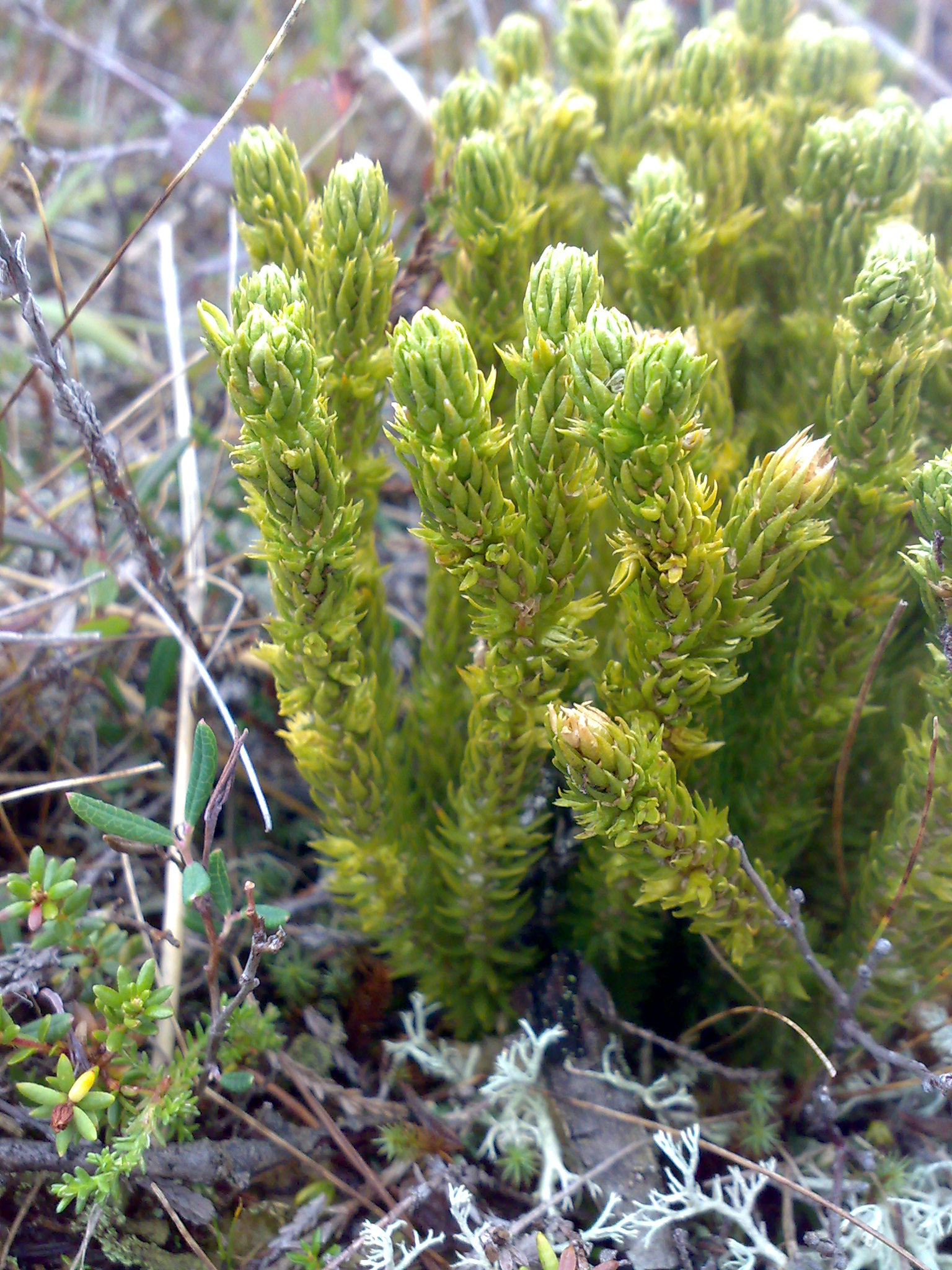
Huperzia selago subsp. arctica

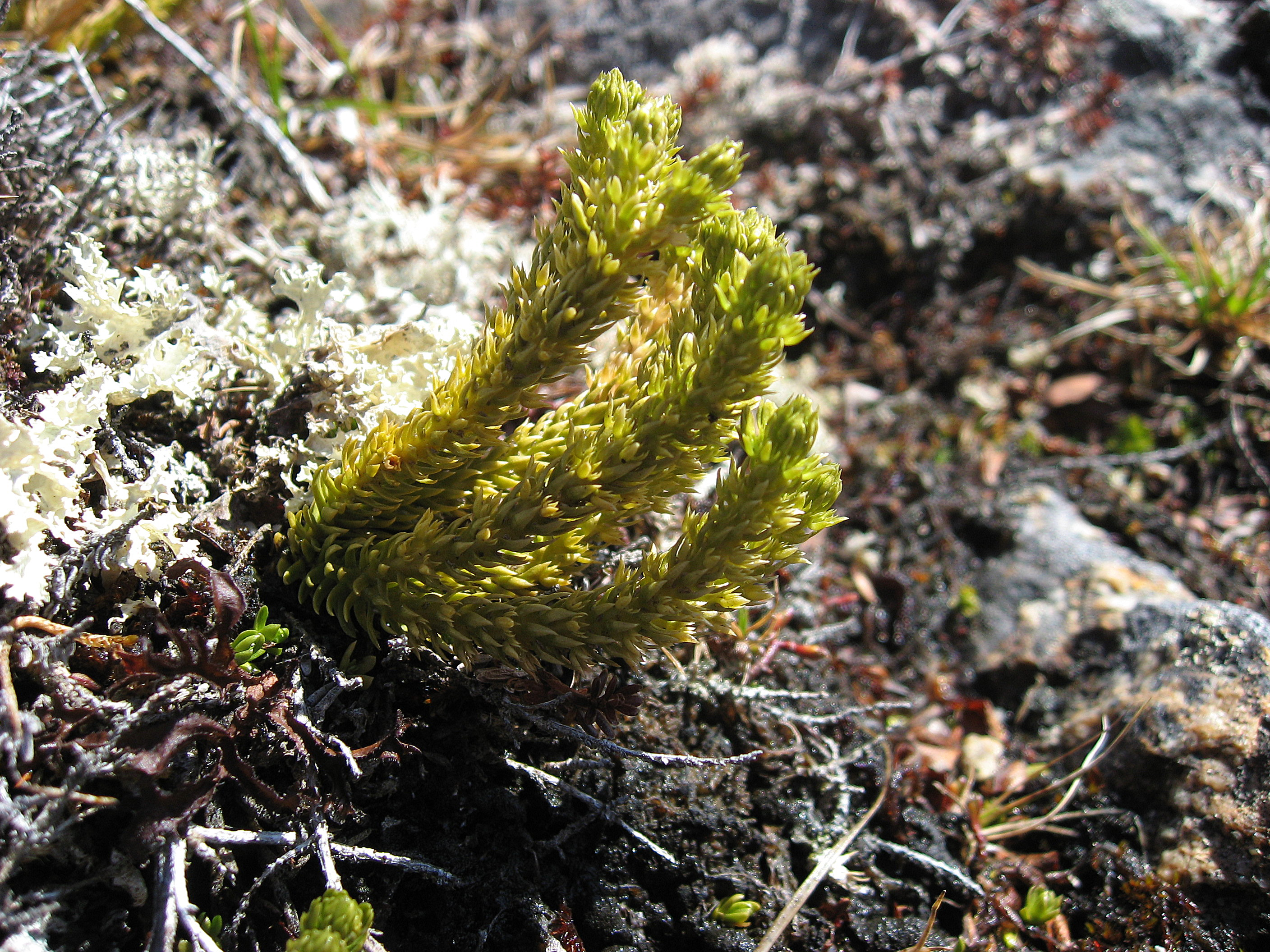
Huperzia selago subsp. arctica in Grönland

## Systematik
Die Erstveröffentlichung erfolgte 1753 unter dem Namen (Basionym) Lycopodium selago durch Carl von Linné in Species Plantarum, Tomus II, Seite 1102. Die Neukombination zu Huperzia selago (L.) Schrank & Mart. wurde 1829 durch Franz von Paula Schrank und Karl Friedrich Philipp von Martius in  Hortus regius monacensis: ..., Seite 3 veröffentlicht.
Je nach Autor gibt es wenige Unterarten:
- Huperzia selago (L.) Schrank & Mart. subsp. selago: Blätter dunkelgrün.
- Huperzia selago subsp. arctica (Grossh. ex Tolm.) Á.Löve & D.Löve (Syn.: Huperzia selago subsp. appressa (Bach.Pyl. ex Desv.) D.Löve, Huperzia arctica (Grossh. ex Tolm.) Sipliv., Huperzia appressa (Bach.Pyl. ex Desv.) Á.Löve & D.Löve, Lycopodium appressum (Bach.Pyl. ex Desv.) Petrov): Spross 5 bis 10 Zentimeter hoch. Blätter gelb-grün, obere 2 bis 2,5 Millimeter lang und angedrückt[7], mit nur wenigen oder keinen Sporangien in den Blattachseln.[5] Diese Unterart kommt in Europa in Island, Norwegen, Schweden, Finnland, Russland, Spitzbergen, Dänemark, im Vereinigten Königreich und auf Färöer vor.[6] Es gibt sie auch in Asien, Nordamerika und in Grönland.[2]

## Giftigkeit
Alle Pflanzenteile sind durch Huperzin A (Selagin) und andere Alkaloide stark giftig. Die Giftwirkung ist stärker als bei Lycopodium clavatum. Symptome sind u. a. Schwindel, Taumeln und Bewusstlosigkeit; bei Pferden sind Todesfälle aufgetreten.

## Verwendung
Huperzin A wird zur Behandlung der Alzheimer-Krankheit eingesetzt. Bei den keltischen Druiden fand der Tannenbärlapp unter dem Namen Selago als Zauber- und Heilpflanze Verwendung.